# Budafoki MTE
Budafoki Munkás Testedző Egyesület is een Hongaarse voetbalclub uit Budafok, Boedapest.

## Geschiedenis
Als Világosság werd de club in 1912 opgericht in de stad Budafok en werd vanaf 1913 naar de stad vernoemd. In het interbellum speelde de club vooral op het tweede niveau en in het seizoen 1945/46 een seizoen op het hoogste niveau. In 1950 kwam de stad Budafok bij Boedapest en werd onderdeel van het twaalfde district. De club fuseerde met Budapesti Gyárépítők SE en speelde als Budafok MTE in het seizoen 1951/52 wederom een seizoen op het hoogste niveau. Hierna zakte de club weg en toen na de val van het communisme ook de hoofdsponsor wijnproducent Hungarovin het financieel moeilijk kreeg, werd gevreesd voor het einde van de club. Hungarovin werd echter overgenomen door Henkell & Co. en de eigenaar van Henkel nam ook een belang 95% in de club. In 2017 won de club haar poule in de Nemzeti Bajnokság III en bereikte de halve finale om de Hongaarse voetbalbeker. In 2020 promoveerde Budafoki naar de Nemzeti Bajnokság maar degradeerde weer na één seizoen terug naar het tweede niveau.

## Historische namen
- 1912–1913 Világosság Football Csapat
- 1913–1919 Budafoki Atlétikai és Football Club
- 1919–1922 Budafoki Munkás Testedző Egyesület (kortweg Budafoki MTE)
- 1922–1950 Budafoki Műkedvelő Testedző Egyesület
- 1950–1951 Budapesti Gyárépítők MTE (na de fusie met Budapesti Gyárépítők SE)
- 1951–1956 Budapesti Gyárépítők SK
- 1956–1957 Budafoki Építők Munkás Testedző Egyesüle
- 1957–? Budafoki MTE Kinizsi Sportegyesület
- 1988–1993 Budafoki MTE-Törley
- 1993–2006 Budafoki LC
- 2006–2007 Budafoki Lombard Labdarúgó Club
- 2007–2015 Budafoki Labdarúgó Club
- sinds 2015 Budafoki Munkás Testedző Egyesület (kortweg Budafoki MTE)

## Erelijst
- Nemzeti Bajnokság II: 1945, 1951
- Nemzeti Bajnokság III: 1973, 1986, 1989, 2017

## Bekende (oud-)spelers
- Márton Esterházy
- Károly Fatér
- Ferenc Haáz
- György Mezey
- Ernő Noskó
- Attila Pintér
- Kálmán Tóth
- Imre Sátori
- József Zakariás

Ajka ·
Békécsaba ·
Budafoki ·
BVSC ·
Csákvár ·
Fehérvár ·
Honvéd ·
Karcag ·
Kecskemeti ·
Kozármisleny SE ·
Mezőkövesd-Zsóry ·
Soroksár ·
Szeged ·
Szentlőrinci ·
Tiszakécske ·
Vasas